# Ilona Ostrowska
Ilona Ostrowska (n. 25 mai 1974, Szczecin, Polonia) este o actriță poloneză de teatru și film.

## Biografie
În 1998 a absolvit Școala de Teatru de Stat din Wrocław. A lucrat la Wrocław, Teatrul Polonez și Teatrul K2. Din 2002 este actriță la Teatrul Contemporan din Varșovia. În 2004 s-a căsătorit cu actorul și regizorul Jacek Borcuch⁠(d) (de care a divorțat în 2012). În 2006 a născut o fiică, Miłosława. Popularitatea i-a adus-o rolul lui Lucy, o poloneză-americană în serialul Ranczo (Ferma) de Wojciech Adamczyk. Tatăl ei a fost marinar, iar mama sa era casnică.

## Roluri la Teatrul Contemporan
- 2001: Imię, ca soră
- 2001: Bambini di Praga, ca Nadzia
- 2003: Stracone zachody miłości, ca Żankietta
- 2004: Nieznajoma z Sekwany, ca Irena
- 2004: Pielęgniarki z nocnej zmiany

## Roluri în teatru TV
- 1998: Străveacul și alte vremi, ca Adelka
- 1999: Historia PRL według Mrożka, ca jurnalist
- 2001: Przemiana 1999, ca jurnalist
- 2001: Siedem dalekich rejsów, ca Anita

## Filmografie
- 1998: Życie jak poker, ca Magda
- 2000: M jak miłość⁠(d)
- 2000: Sezon na leszcza
- 2001: Głośniej od bomb, ca Magda
- 2001: Tăcere
- 2002: Dzień świra
- 2003: Marcinelle⁠(d), ca Mogile Ernesto
- 2003: Na Wspólnej⁠(d), ca proprietară a unei mașini achiziționate de Leszek Nowak
- 2004: Tulipany, ca Ola
- 2004: Długi weekend, ca soție a membrului
- 2006-2016: Ranczo, ca Lucy Wilska
- 2007: Ranczo Wilkowyje⁠(d), ca Lucy Wilska
- 2008: Ile waży koń trojański?, ca Zosia
- 2009: Droga do raju, ca Ela
- 2009: Naznaczony, în calitate de avocat
- 2010: Kołysanka ca reporter
- 2023: Warszawianka ca Matylda